# Killing with a Smile
Killing with a Smile è l'album di debutto del gruppo musicale australiano Parkway Drive, pubblicato in Australia il 12 settembre 2005 dalla Resist Records e negli Stati Uniti d'America l'anno successivo dalla Epitaph Records.

## Tracce
1. Gimme a D – 3:31
2. Anasasis (Xenophontis) – 3:31
3. Pandora – 3:58
4. Romance Is Dead – 5:18
5. Guns for Show, Knives for a Pro – 2:44
6. Blackout – 2:43
7. Picture Perfect, Pathetic – 2:44
8. It's Hard to Speak Without a Tongue – 4:14
9. Mutiny – 3:17
10. Smoke 'Em If Ya Got 'Em – 3:40
11. A Cold Day in Hell – 4:01

## Formazione
- Winston McCall – voce
- Jeff Ling – chitarra solista
- Luke Kilpatrick – chitarra ritmica
- Shaun Cash – basso
- Ben Gordon – batteria, percussioni

## Classifiche
| Classifica (2005) | Posizione massima |
| ----------------- | ----------------- |
| Australia         | 39                |